# 취급 설명서 (노래)
〈취급 설명서〉(トリセツ 토리세츠[*])는 일본의 여성 가수 니시노 카나의 27번째 싱글이다. 2015년 9월 9일에 SME 레코드에서 발매되었다. 전작 〈만약 운명의 사람이 있는 거라면〉에서 약 4개월 만의 싱글이며, 표제곡 〈취급 설명서〉는 영화 《히로인 실격》의 주제가로 사용되었다.

## 수록곡
- 전체 작사: 니시노 카나

| #            | 제목                     | 작곡                                         | 편곡  | 재생 시간 |
| ------------ | ------------------------ | -------------------------------------------- | ----- | --------- |
| 1.           | 〈トリセツ→취급 설명서〉 | DJ Mass (VIVID Neon*), 모치야마 쇼코, 에츠코 | 4:17  |           |
| 2.           | 〈A型のうた→A형의 노래〉 | Kentaro (Andersons), Dominika (Andersons)    | 3:28  |           |
| 3.           | 〈True Love→참된 사랑〉  | DJ Mass (VIVID Neon*), 모치야마 쇼코         | 3:44  |           |
| 총 재생 시간 | 총 재생 시간             | 총 재생 시간                                 | 11:29 |           |

## 성적
차트 최고 성적
- 오리콘 차트: 주간 6위